# 圆叶老鹳草
圆叶老鹳草（学名：Geranium rotundifolium）是牻牛儿苗科老鹳草属的植物。分布于中亚、东欧、南欧、西亚以及中国大陆的新疆等地，生长于海拔1,000米至1,800米的地区，多生在草原带低山坡，目前尚未由人工引种栽培。